# Зудов, Юрий Валерьевич
Ю́рий Вале́рьевич Зу́дов (род. 1977, Челябинск, СССР) — российский  историк, религиовед, специалист по современному западному богословию и новейшей истории западного протестантизма. Кандидат исторических наук.
Советник Министра юстиции Российской Федерации, заместитель директора Департамента развития законодательства.
Действительный государственный советник Российской Федерации 3 класса.

## Биография
В 2000—2001 годы проходил стажировку на богословском факультете Орхусского университета.
В 2002 году окончил богословский факультет ПСТБИ по специальности «религиоведение».
В 2005 году в ПСТГУ защитил диссертацию на соискание учёной степени кандидата богословия.
26 декабря 2006 года решением Священного Синода включён в состав делегации Русской православной церкви на III Европейской межхристианской ассамблее на тему «Свет Христов светит всем; Надежда на обновление и единство в Европе», прошедшей 3-9 сентября 2007 года в Сибиу (Румыния).
В 2010 году в Институте всеобщей истории РАН под научным руководством доктора исторических наук О. В. Чернышёвой защитил диссертацию на соискание учёной степени кандидата исторических наук по теме «Евангелическо-лютеранская церковь Дании в общественной и политической жизни страны: 1980—2000» (Специальность 07.00.03 «Всеобщая история (новейшая история)»). Официальные оппоненты — доктора исторических наук В. В. Рогинский и О. И. Величко. Ведущая организация — Петрозаводский государственный университет.
В 2015 году с отличием окончил магистратуру МГИМО (У) МИД России по специальности «Юриспруденция» по направлению «Право Европейского союза».
Был исполнительным директором Центра религиоведческих исследований. Работал редактором Большой российской энциклопедии и советником департамента межнациональных отношений Министерства регионального развития Российской Федерации. Был исполнительным секретарём Христианского межконфессионального консультативного комитета стран СНГ и Балтии.
Сотрудничает с международной научной сетью «Global Network of Research Centers for Theology, Religious and Christian Studies».

## Научные труды
Диссертации
- Зудов Ю. В. Евангелическо-лютеранская церковь Дании в общественной и политической жизни страны : 1980-2000 / автореферат дис. ... кандидата исторических наук : 07.00.03. — М.: Ин-т всеобщ. истории РАН, 2010. — 26 с.

Монографии и учебные пособия
- Государственная национальная политика и государственно-конфессиональные отношения в регионах Российской Федерации (2005-2006) / Бугай Н. Ф., Журавский А. В., Зудов Ю. В., Якуба О. В.. — М.: РАГС, 2006. — Т. 1—2.
- История религий: Учебное пособие для учащихся 10-11 классов общеобразовательных учреждений / Андросов В. П., Зудов Ю. В., Лавров В. М., Таганов М. В. и др.; под ред. А. Н. Сахарова. — М.: Русское слово, 2007.
- История христианства. Духовные традиции и культура: Учебное пособие для 10-11 классов общеобразовательных учреждений / Зудов Ю.В., Лавров В.М. и др.. — М.: Русское слово, 2008.
- Зудов Ю. В., Коновалов А. В. Запад и западное христианство на рубеже тысячелетий: монография / Ю. В. Зудов, А. В. Коновалов ; Ассоц. Юридический центр. — СПб.: Юридический центр Пресс, 2011. — 202 с. — ISBN 978-5-94201-613-5.
- Зудов Ю. В. Церковь, государство и общество в современной Дании / Юрий Валерьевич Зудов ; Российская акад. наук, Ин-т всеобщ. истории. — М., Челябинск: ИВИ РАН: Цицеро, 2011. — 235 с. — ISBN 978-5-91283-153-9.

Православная энциклопедия
- Агишев С. Ю., Зудов Ю. В. Дания // Православная энциклопедия. — М., 2007. — Т. XIV : Даниил — Димитрий. — С. 163—171. — 39 000 экз. — ISBN 978-5-89572-024-0.
- Зудов Ю. В. Датская народная церковь // Православная энциклопедия. — М., 2007. — Т. XIV : Даниил — Димитрий. — С. 211214. — 39 000 экз. — ISBN 978-5-89572-024-0.

Статьи и рецензии
- Зудов Ю. В. Краткий очерк истории пятидесятнического движения // Вестник Челябинского университета. — Челябинск: ЧелГУ, 2003. — Т. 16, № 2. — С. 87—106.
- Зудов Ю. В. Церковь в современной Дании // XV Конференция по изучению истории, экономики, литературы и языка Скандинавских стран и Финляндии. Тезисы докладов. Ч.1. — М., 2004. — С. 29—32.
- Зудов Ю. В. Пятидесятничество в современном мире: численность, география и проблемы классификации // Материалы ежегодной богословской конференции ПСТГУ. — М.: ПСТГУ, 2005. — С. 101—110.
- Зудов Ю. В. Лютеранская церковь Дании в условиях религиозного плюрализма // Свеча. — М.: РУДН, 2005. — С. 67—71.
- Зудов Ю. В. Евангелическо-лютеранская церковь Дании: история, структура и современное состояние // Северная Европа: Проблемы истории/ отв. ред. О. В. Чернышёва. — М.: Наука, 2005. — Вып. 5. — С. 213—233.
- Зудов Ю. В. «Организованная анархия»: Некоторые особенности устройства лютеранской церкви Дании // Скандинавские чтения 2004 года. Этнографические и культурные аспекты. — СПб., 2006. — С. 252—259.
- Зудов Ю. В. Рец. на книгу: Mortensen V. Kristendommen under forvandling: Pluralismen som udfordring til teologi og kirke i Danmark (Мортенсен В. Христианство в процессе изменения: Плюрализм как вызов богословию и церкви в Дании) // Новая и новейшая история. — 2007. — № 2. — С. 213—216.
- Зудов Ю. В. Роль Н. Ф. С. Грундтвига в развитии системы образования в Дании // Северная Европа: Проблемы истории / отв. ред. О. В. Чернышёва. — М.: Наука, 2007. — Вып. 6. — С. 66—76.
- Зудов Ю. В. Проблемы государственно-церковных отношений в современной Дании // Религиозная ситуация на Северо-Западе России и в странах Балтии: традиции и современность. Материалы конференции. Санкт-Петербург, 16-17 апреля 2007 г. — СПб., 2008. — Вып. 4. — С. 178—181.
- Зудов Ю. В. Социальная деятельность Народной церкви Дании // XVI Конференция по изучению Скандинавских стран и Финляндии. Архангельск, 9 декабря 2008 г.. — М.; Архангельск, 2008. — С. 256—259.
- Зудов Ю. В. Евангелическо-лютеранская церковь Дании в общественной и политической жизни страны // Вопросы религии и религиоведения. — М.: РАГС, 2010. — Вып. 2: Исследования (в 2-х ч.). Ч. 1.: Религиоведение в России в начале XXI в.
- Зудов Ю. В. Государство и церковь в Дании: история и современность // Новая и новейшая история. — 2010. — № 4. — С. 63—76.
- Зудов Ю. В. Дискуссия о реформе государственно-церковных отношений в современной Дании // Электронный научно-образовательный журнал «История». — М.: ИВИ РАН, 2011. Архивировано 4 марта 2016 года.
- Зудов Ю. В. Чувства верующих или свобода искусства? Практика Европейского суда по правам человека // ЖМП. — № 5. — С. 50—54. Архивировано 5 марта 2016 года.